# Universität Bologna
Die Universität Bologna (italienisch: seit 2000 Università di Bologna – Alma mater studiorum, vorher Università degli studi di Bologna; lateinisch Universitas Bononiensis) ist eine staatliche italienische Universität in Bologna und gilt als älteste Universität in Europa. Die Universität Bologna ist darüber hinaus nach der Sapienza-Universität von Rom und der Universität Neapel Federico II die drittgrößte Universität in Italien.
An den 31 Fakultäten sind 96.984 Studierende eingeschrieben (2022/23). Seit 1989 betreibt die Universität neben ihrem Hauptsitz in Bologna auch Abteilungen in Cesena, Forlì, Ravenna und Rimini, im Jahr 1998 wurde eine Zweigstelle in Buenos Aires eingerichtet.

## Geschichte

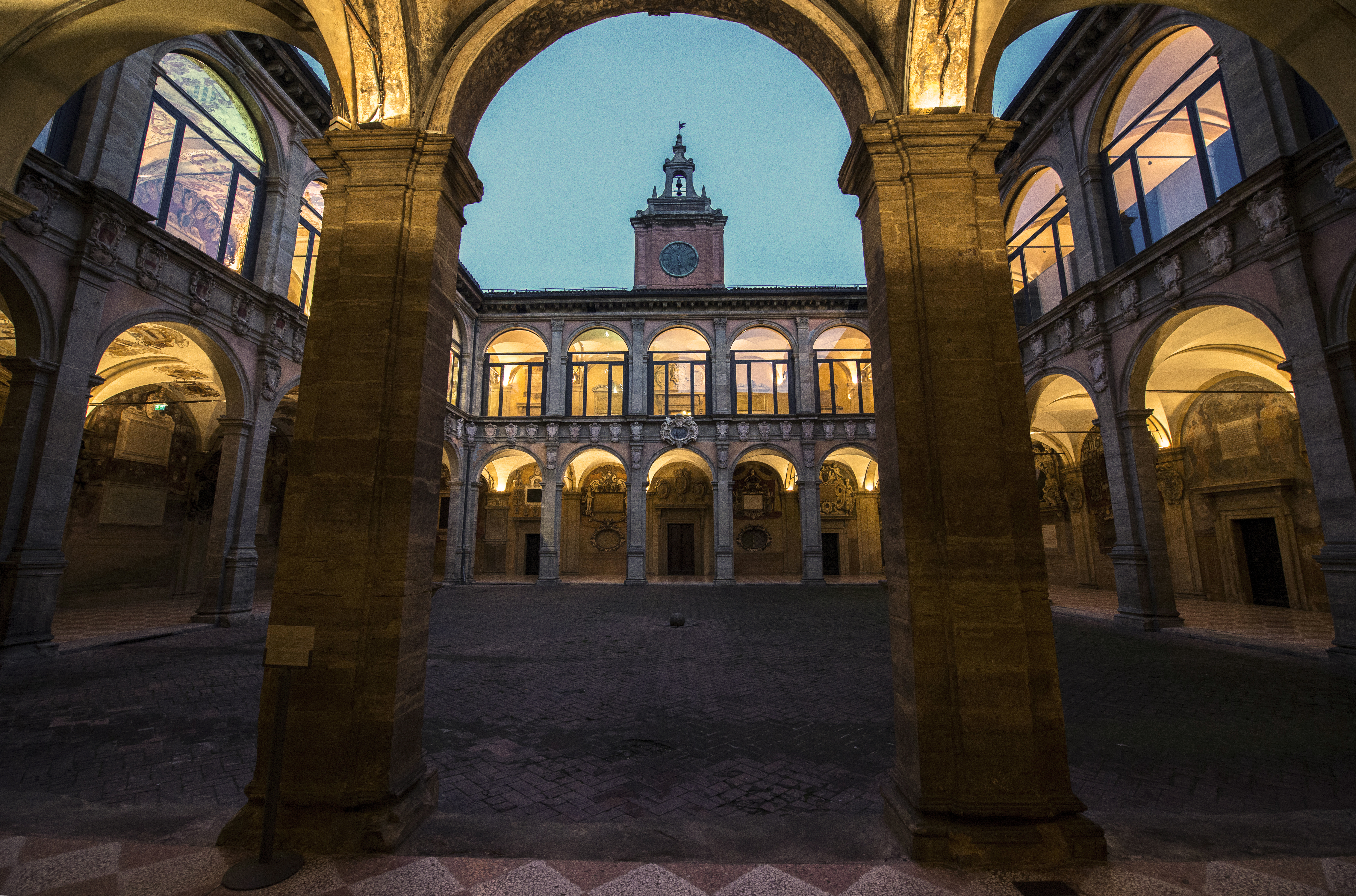
Palazzo dell’Archiginnasio, Sitz der Università di Bologna von 1563 bis 1803

### Erste Universität in Europa
Die Universität Bologna beschreibt sich selbst als die vielleicht älteste Universität der Welt – ihre Gründung kann jedoch nicht exakt datiert werden. Universitätsähnliche Bildungseinrichtungen gab es schon vorher in Salerno (medizinische Schule von Salerno) und im arabischen Raum.

### Gründung und Rechtswissenschaften

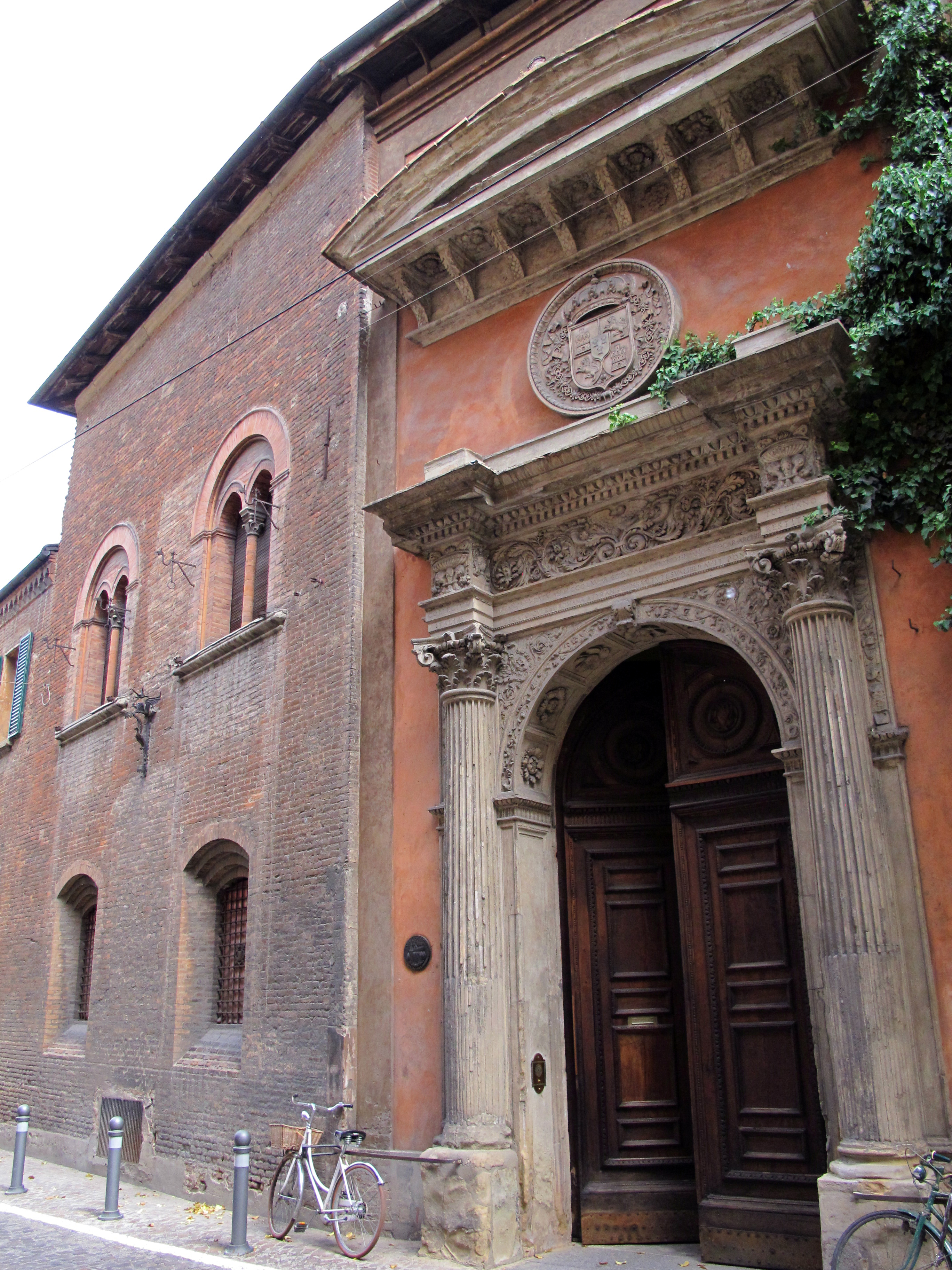
Spanisches Kolleg

Der ungefähre Gründungszeitraum der Universität von Bologna liegt am Ende des 11. Jahrhunderts, als es nachweislich eine Art Schule des Rechts in Bologna gab. Die Ungenauigkeit der exakten Gründungsdatierung ist auf einen schrittweisen Gründungsprozess zurückzuführen. Im 19. Jahrhundert datierte eine Kommission von Historikern unter der Leitung von Giosuè Carducci die Entstehung der Universität auf 1088. Dies wurde vor allem an Pepo, einem berühmten Bologneser Rechtsgelehrten, festgemacht. Allerdings existierten zu diesem Zeitpunkt noch nicht die korporativen Strukturen, die mittlerweile in der Forschung als Spezifikum der Universitäten anerkannt werden. Heute geht man dazu über, die Gründung der Universität eher zwischen 1130 und 1140 anzusiedeln. Alle Universitätsgründungen bedurften damals einer Gründungsurkunde des Papstes oder Kaisers, den Vertretern der geistlichen beziehungsweise weltlichen Herrschaft. Erst nach der Gewährung durch päpstliche und fürstliche Stiftungsurkunden konnten die Universitäten den regulären Lehrbetrieb aufnehmen und akademische Titel verleihen.
Die Universität Bologna war von Anfang an für Rechtswissenschaften berühmt. Im frühen Mittelalter waren die spätantiken Wissenschaften und das römische Recht fast in Vergessenheit geraten, und es wurde nur noch die kirchliche Rechtslehre weitergegeben. Diese war zum Teil sehr widersprüchlich, und so systematisierte der Bologneser Magister Gratian die kirchlichen Rechtstexte in einer einheitlichen Rechtssammlung, dem Decretum Gratiani. Durch diese Arbeit erwachte in Bologna das Interesse am gelehrten weltlichen Recht. Zudem wurden zu dieser Zeit auch Auszüge aus den justinianischen Digesten aufgefunden, die später in Florenz unter dem Namen "Littera Florentina" aufbewahrt wurden, wodurch das spätantike römische Recht jetzt neu gelesen und kommentiert wurde. Daraus entwickelte sich die Schule des Rechts, die als Vorläufer der Universität angesehen werden kann.
Im Jahr 1158 erhielt die Universität von Friedrich Barbarossa durch das sogenannte Scholarenprivileg (authentica habita) eine gewisse Autonomie. Unter anderem war der Dominus der Universität für den Schutz der Dozenten und Studenten verantwortlich, die Universität besaß eine eigene akademische Gerichtsbarkeit. Damit sollte verhindert werden, dass die Kommune von Bologna die Kontrolle über die Universität übernehmen konnte. Nach mehreren Auseinandersetzungen kam es in der Mitte des 13. Jahrhunderts zu einer Einigung mit der Stadt.
Die erste nachweisbare Verleihung eines Doktorgrades fand 1219 in Bologna nach Bestätigung der Promotionsordnung durch Papst Honorius III. statt.
Um 1350 begann die Stadt auch, die Professoren zu besolden. Davor waren sie von den Studenten bezahlt worden. Die Studenten, die in Verbänden organisiert waren, wählten auch den Rektor und bestimmten Teile der Lehre. Am Ende des 16. Jahrhunderts wurde die Universität eine staatliche Institution unter der Leitung eines Kardinal-Gesandten, der vom Papst ernannt wurde. Napoleon machte diesen Wechsel im Jahr 1800 wieder rückgängig. Von nun an wurde der Posten des Rektors von einem Professor besetzt.

### Weitere Lehrbereiche
Im 14. Jahrhundert wurde neben der rechtswissenschaftlichen Schule ein weiterer Lehrbereich eingeführt: die Artes. Nach antikem Vorbild wurden Musik, Mathematik, Astronomie, Rhetorik, Grammatik und Dialektik gelehrt. Philosophie und Medizin gehörten auch dazu. Letzteres wurde ab 1219 durch eine päpstliche Bulle in den Lehrbetrieb der Artes aufgenommen. 1569 wurde der Lehrbetrieb in der Theologie aufgenommen. 1712 entstand die Universitätssternwarte La Specola. 1826 wurde die philologische Fakultät eröffnet.

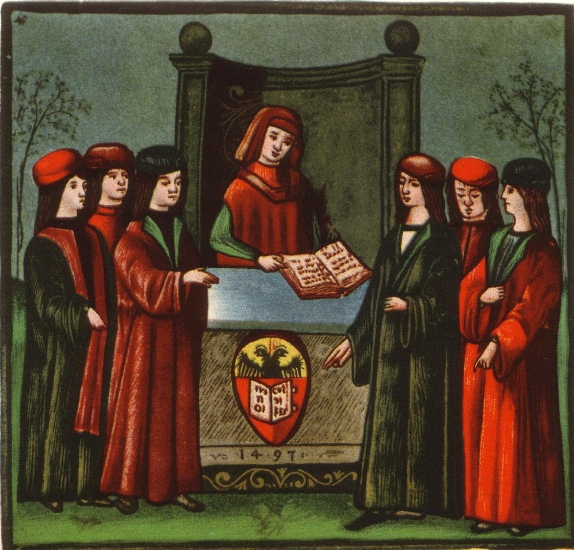
Aufnahme eines Studenten in die „Natio Germanica Bononiae“, die deutsche Nation an der Universität Bologna, ca. 15. Jahrhundert

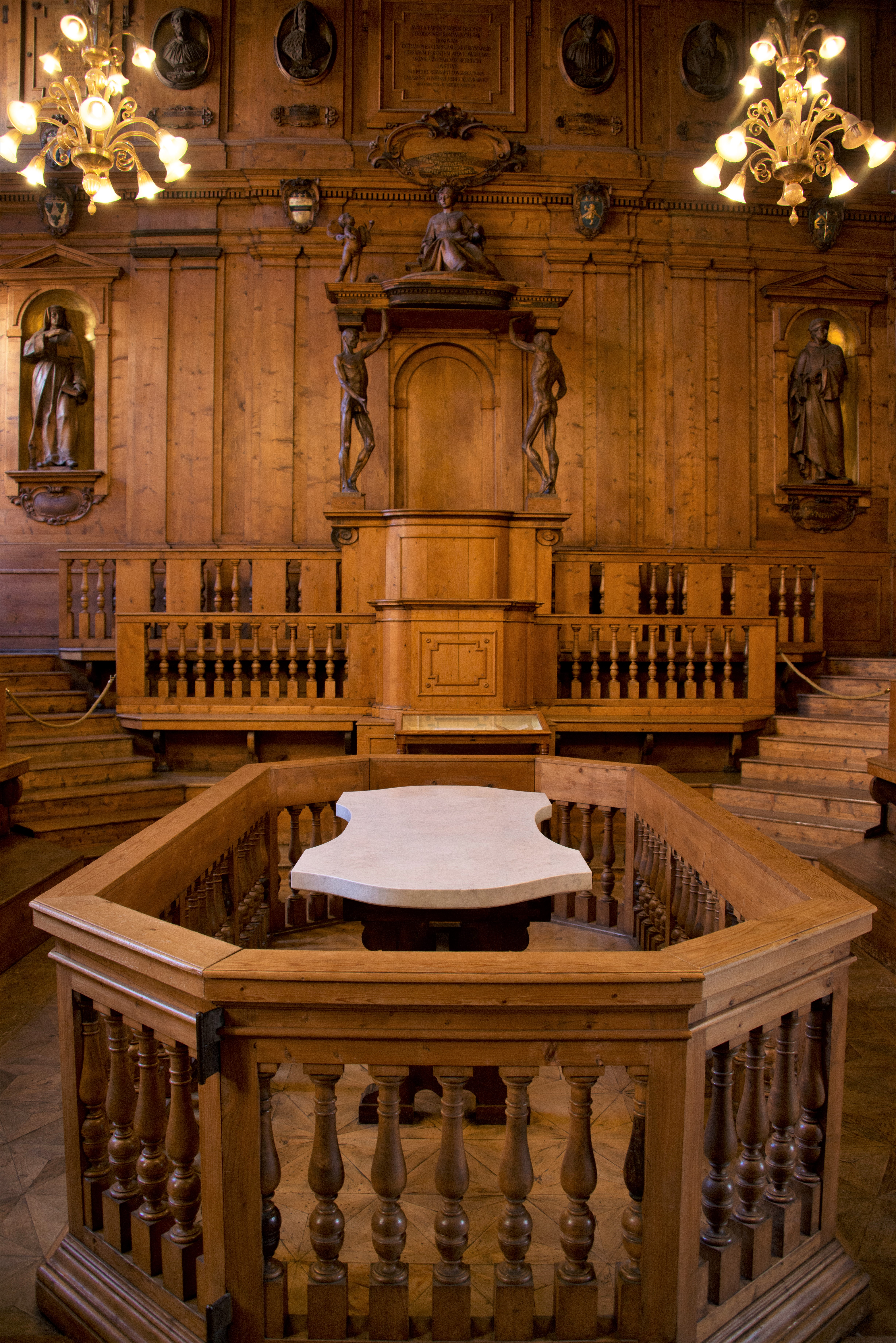
Ein Anatomisches Theater im Palazzo dell’Archiginnasio aus dem Jahre 1637

Diese Unterteilung in Schulen führt zu folgendem Problem: Eine Universität von Bologna gab es in diesem Sinne nicht. Vielmehr waren die Studenten in verschiedenen Universitäten organisiert:
1. Die „universitates“ der Rechtsstudenten.
 Die Jurastudenten schlossen sich in zwei Universitäten zusammen, einer für italienische Studenten (universitas citramontanorum) und eine für nichtitalienische (universitas ulramontanorum), um die unterschiedlichen spezifischen Interessen der jeweiligen Gruppe besser vertreten zu können (letztere war noch weiter in einzelne nationes = Landsmannschaften unterteilt). Beide waren „spiegelbildlich“ organisiert, wie in den Statuten von 1317/47 zum Ausdruck kommt. Besondere Bedeutung kommt der Art der Gründung zu: War das Studium etwa 100 Jahre zuvor durch die magistri begründet worden, organisierten sich die Studenten jetzt in Initiativen, die das Selbstbestimmungsrecht der Studierenden (weniger Abhängigkeit von den Lehrenden) und gleichzeitig die Bildung sichern sollten. Dieses neue Modell der „universitates scholarium“ sollte in ganz Europa im Verlauf des 13. Jahrhunderts seinen Niederschlag finden.
 Des Weiteren wurde auch der Lehrkanon erneuert und den Bedürfnissen Italiens dieser Zeit angepasst: Besonders im Nachfolge-, Familien- und Erbrecht und im Vertragswesen wurden neue (bzw. alte, der römischen Rechtstradition entspringende) Konzepte notwendig.
2. Die „universitates“ der Artisten:
 Die Artisten folgten zu Beginn des 14. Jahrhunderts dem Beispiel der Juristen und schlossen sich in einer eigenen Universität zusammen, die nicht weiter nach Herkunft unterteilt war und Studenten der Rhetorik, Medizin, Physik, Mathematik, ars notariae etc. vereinte, die, wie auch die beiden jur. Unis, von einem eigenen Rektor geleitet wurde.

Der Lehrkörper organisierte sich in der Folge ebenfalls in verschiedenen Kollegien, die im Gegensatz zu den studentischen Conjurationes allein auf fachliche Zwecke zielten und weniger eine Interessenvertretung ihrer Mitglieder im Sinne hatten.
Der 1899 erschienene biografische Index „Deutsche Studenten in Bologna“ von Gustav C. Knod bietet ein Verzeichnis für die Zeit von 1289 bis 1562. Knod erarbeitete es ab 1888 im Auftrag der Königlich-Preußischen Akademie der Wissenschaften.
Lange waren die Naturwissenschaften nur durch wenige Lehrkanzeln vertreten. Als der adelige Mäzen Luigi Ferdinando Marsigli (1658–1730) eine Sternwarte gründen wollte, wurde ein Vertrag zwischen ihm, der Stadt und dem Vatikan zur Bildung einer Akademie der Wissenschaften, des Istituto delle Scienze di Bologna geschlossen. Für die Akademie wurde der Palazzo Poggi etwas außerhalb des Stadtzentrums erworben, wo 1726 auch der Sternwarteturm (La Specola) fertiggestellt wurde. Die nötigen Mittel für Bücher, Experimente und die Gehälter der Professoren übernahm die Stadt Bologna.

### Frauen an der Universität
Bemerkenswerterweise wurden schon seit der Gründung der Universität Frauen zum Studieren zugelassen.
- Bettisia Gozzadini (1209–1261) schloss ihr Studium der Rechtswissenschaften im Jahr 1237 ab und hielt ab 1239 Vorlesungen an der Universität.[9]
- Von 1380 bis 1396 hielt Maddalena Buonsignori Vorlesungen in Rechtswissenschaften.
- Auch Novella D’Andrea (1312–1333) gab Vorlesungen in Rechtswissenschaften.[9]
- Im 15. Jahrhundert hatte Dorotea Bucca einen Lehrstuhl für Medizin inne.[10]
- Laura Bassi (1711–1778) war die erste Universitätsprofessorin der Welt und hatte eine Professur für Philosophie und später auch für Physik inne.

## Abteilungen und Schulen

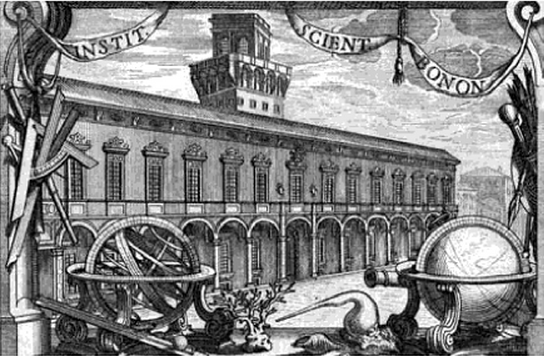
Akademie der Wissenschaften (Palazzo Poggi)

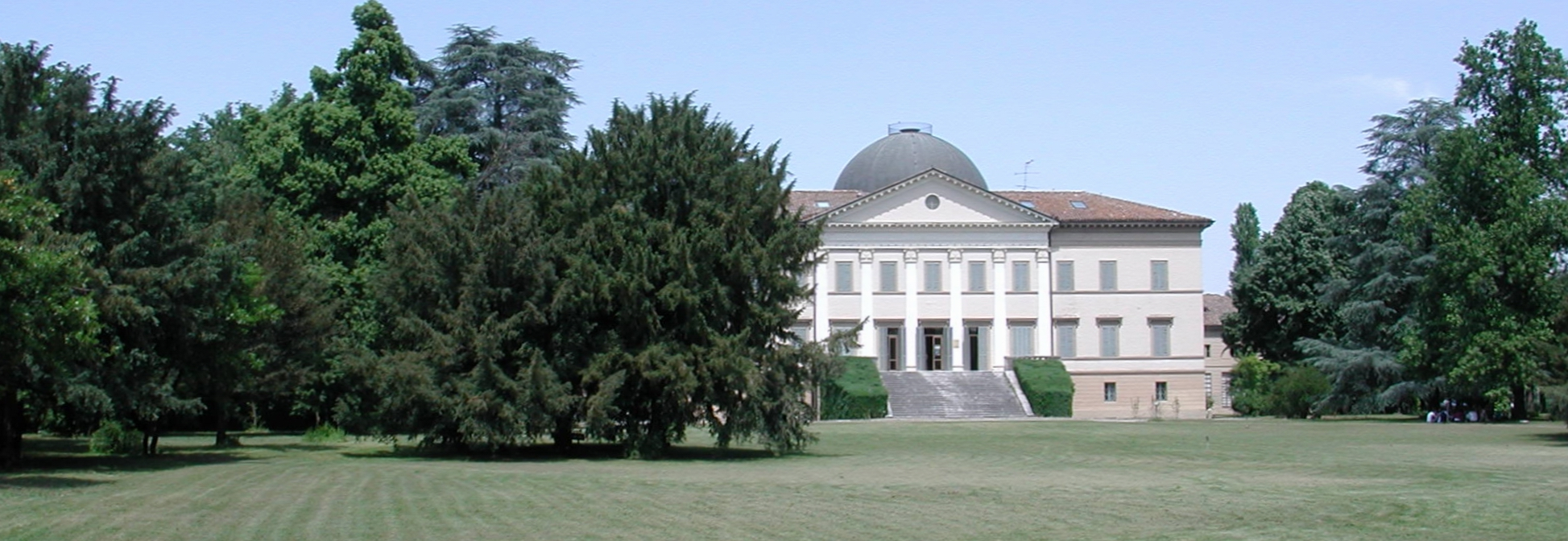
Sitz der Agrarwissenschaften in Reggio nell’Emilia

Seit der Gelmini-Reform gibt es statt der Fakultäten 31 Abteilungen (dipartimenti):
Medizin
- Scienze biomediche e neuromotorie
- Scienze mediche e chirurgiche
- Scienze mediche veterinarie

Naturwissenschaft
- Chimica "Giacomo Ciamician"
- Chimica industriale "Toso Montanari"
- Farmacia e biotecnologie
- Fisica e astronomia "Augusto Righi"
- Matematica
- Scienze biologiche, geologiche e ambientali
- Scienze per la qualità della vita

Soziales
- Scienze aziendali
- Scienze economiche
- Scienze giuridiche
- Scienze politiche e sociali
- Scienze statistiche "Paolo Fortunati"
- Sociologia e diritto dell'economia

Technologie
- Architettura
- Informatica - scienza e ingegneria
- Ingegneria civile, chimica, ambientale e dei materiali
- Ingegneria dell'energia elettrica e dell'informazione "Guglielmo Marconi"
- Ingegneria industriale
- Scienze e tecnologie agro-alimentari

Humanistische Studien
- Beni culturali
- Delle Arti
- Filologia classica e italianistica
- Filosofia e comunicazione
- Interpretazione e traduzione
- Lingue, letterature e culture moderne
- Psicologia "Renzo Canestrari"
- Scienze dell'Educazione "Giovanni Maria Bertin"
- Storia Culture Civiltà

Seit 2018 sind fünf Schulen (scuole) mit dem Ziel der Koordination und Unterstützung der Abteilungen aktiv.
- Economia e management
- Ingegneria
- Lettere e beni culturali
- Medicina e chirurgia
- Scienze

## Istituto di Studi Superiori
Zur Förderung besonders begabter Studenten gründete die Universität 1998 ein Collegio Superiore. Zusammen mit dem Istituto di Studi Avanzati bildet es das Istituto di Studi Superiori.

## Berühmte Professoren

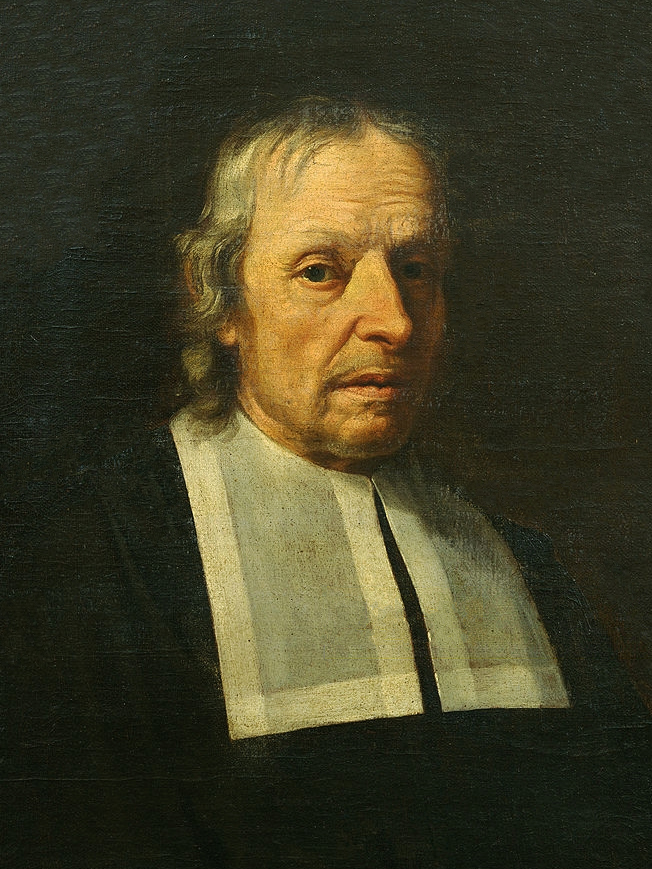
Marcello Malpighi (17. Jhd.)
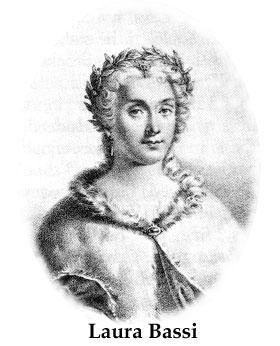
Laura Bassi (1711–1778)
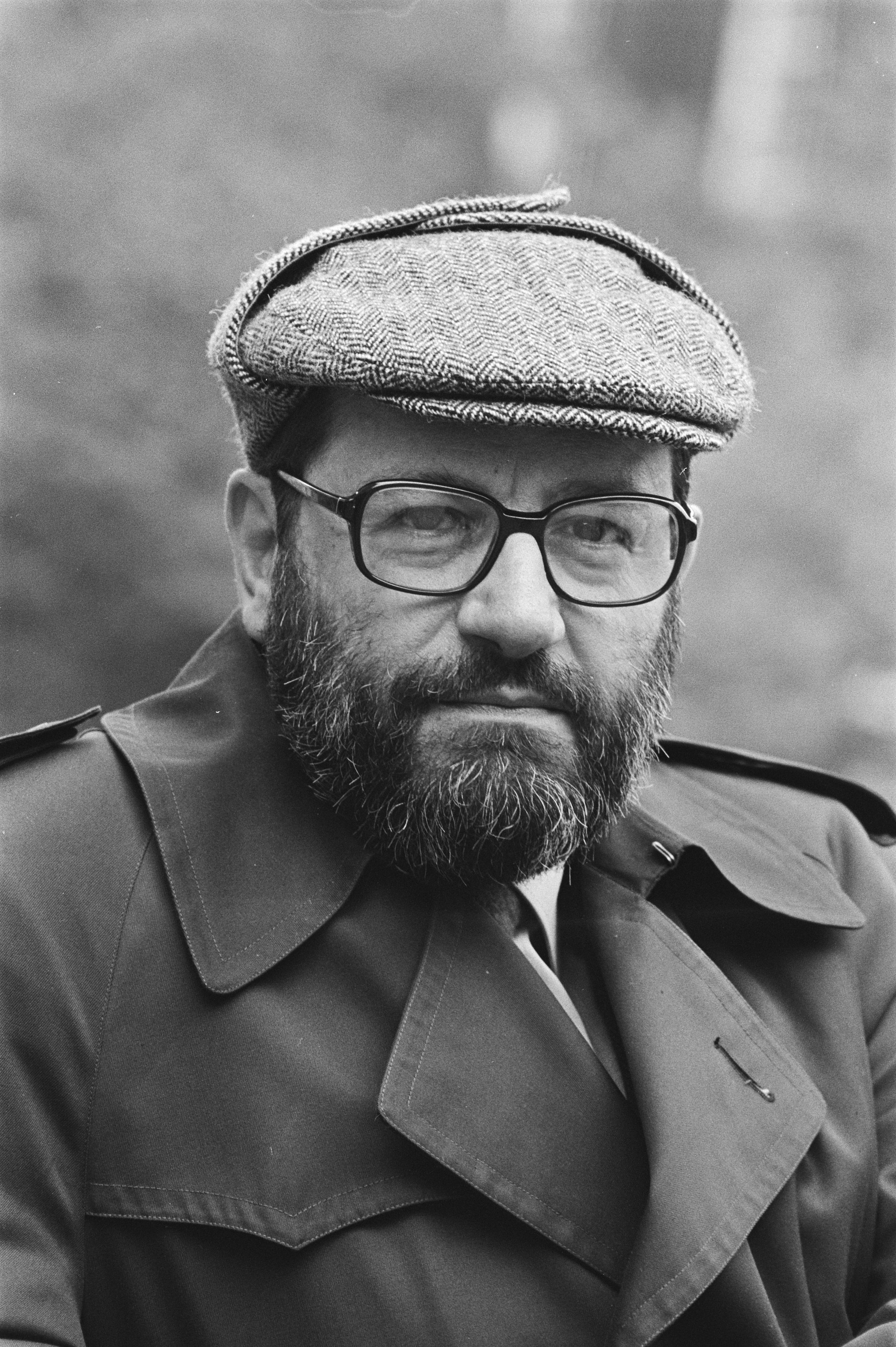
Umberto Eco (1984)
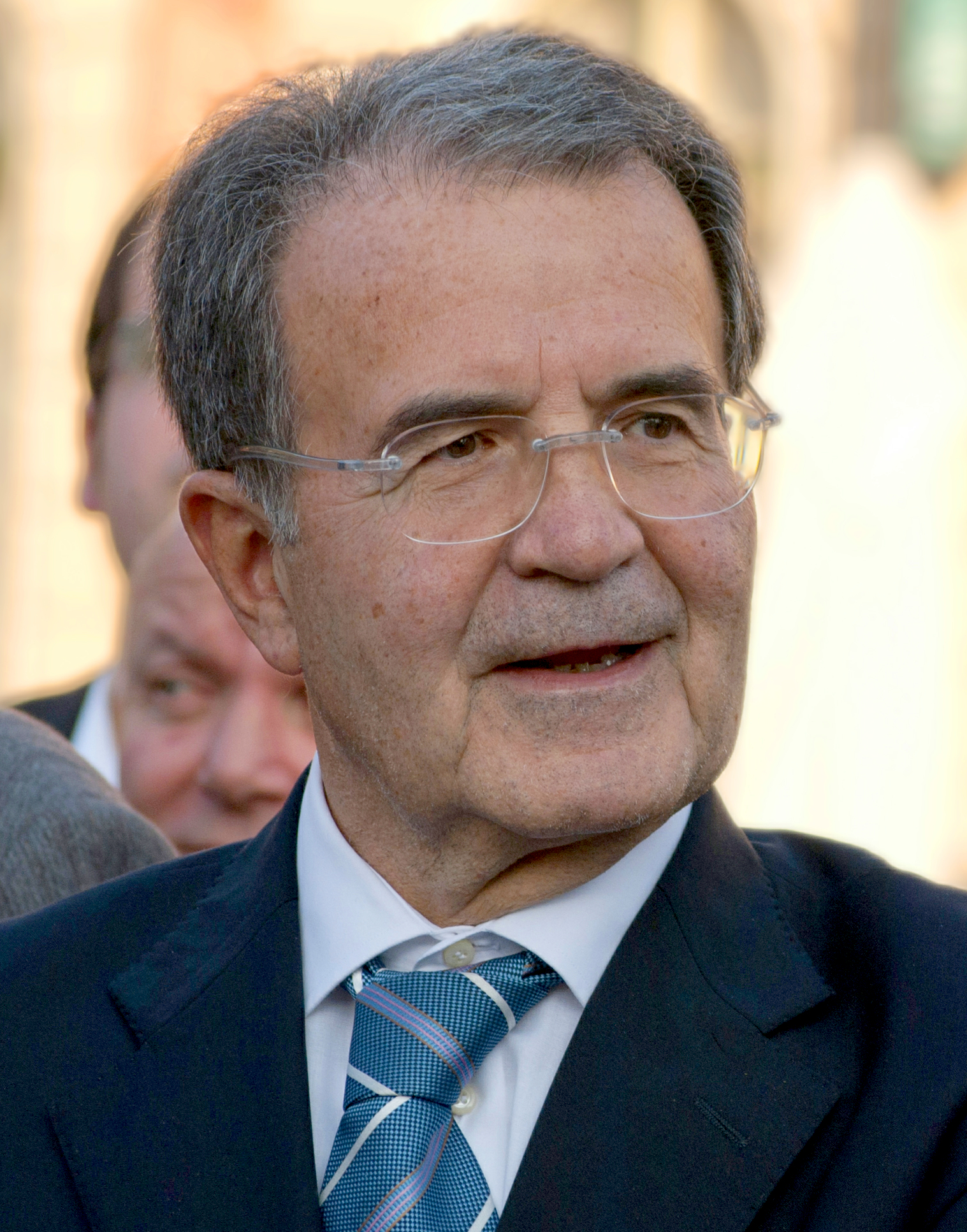
Romano Prodi (2004)

Berühmte Lehrende, sortiert nach Nachnamen:
- Vincenzo Balzani (* 1936), Chemie
- Laura Bassi (1711–1778), Physik, Philosophie
- Marco Biagi (1950–2002), Arbeitsrecht
- Renzo Canestrari (1924–2017), Medizin, Klinische Psychologie
- Giosuè Carducci (1835–1907), Literatur
- Umberto Eco (1932–2016), Semiotik
- Fiorenzo Facchini (* 1929), Anthropologie
- Thomas von Frignano (um 1305–1381), Theologie
- Marcello Malpighi (1628–1694), Logik
- Giovanni Mollio (um 1500–1553), Theologie
- Romano Prodi (* 1939), Volkswirtschaftslehre und Industriepolitik
- Clotilde Tambroni (1758–1817), Griechisch

## Berühmte Studierende
Berühmte Studierende, sortiert nach Nachnamen:
- Laura Bassi (1711–1778), Physik, Medizin
- Rodrigo Borgia, Papst Alexander VI. (1431–1503), Jura
- Johann von Buch (um 1290–um 1356), Jura
- Guido Calgari (1905–1969), Philosophie
- Gian Menico Cetti (1780–1817), Medizin, Sprachen
- Nicolaus Copernicus (1473–1543), Jura
- Jurij Drohobytsch (1450–1494), Medizin
- Giovanni Antonio Facchinetti, Papst Innozenz IX. (1519–1591), Jura
- Luigi Galvani (1737–1798), Medizin, Philosophie
- Marcello Malpighi (1628–1694), Philosophie
- Guglielmo Marconi (1874–1937), Ingenieurswesen
- Giacomo Matteotti (1885–1924), Jura
- Paracelsus (1493 oder 1494–1541), Medizin
- Pier Paolo Pasolini (1922–1975), Sprachen
- Francesco Petrarca (1304–1374), Jura
- Erasmus von Rotterdam (1466, 1467 oder 1469–1536), Theologie
- Francesco Scalini (1792–1871), Ingenieur- und Architekturstudium

## Bologna-Prozess
Die Vereinbarung des Ministerrats der Europäischen Union, das europäische Hochschulwesen zu harmonisieren, wird Bologna-Prozess genannt, da die zugrunde liegende Bologna-Erklärung am 19. Juni 1999 in der Aula Magna der Universität Bologna unterzeichnet wurde. Bologna war als Ort gewählt worden, weil Italien in der ersten Hälfte des Jahres 1999 die EU-Ratspräsidentschaft innehatte und weil die Magna Charta Universitatum, die 1988 anlässlich der Feiern zum 900. Jahrestag der Gründung der Universität Bologna von 388 Universitätspräsidenten und -rektoren aus aller Welt  unterzeichnet worden war, zu einem der Ausgangspunkte für den Bologna-Prozess geworden war.